# Lily McMenamy
Lily Camille McMenamy (3 de abril de 1994) es una modelo y actriz nacida en Estados Unidos, de nacionalidad inglesa.

## Carrera
A la edad de 18 años, McMenamy se mudó a París para trabajar como camarera. Una vez allí, por sugerencia de la modelo francesa Morgane Dubled, McMenamy decidió comenzar a trabajar como modelo, consiguiendo un contrato con la agencia NEXT Model Management.
En octubre de 2012 obtuvo su primera asignación de modelaje importante, siendo elegida para caminar por la pasarela del desfile de modas de primavera/verano 2013 de Yves Saint Laurent, diseñado por Hedi Slimane. Seis meses después llamó la atención cuando participó en el desfile de moda otoño/invierno 2013 de Marc Jacobs, donde caminó por la pasarela con solo un par de pantalones cortos y guantes negros largos. Estaba en topless, cubriendo sus pechos con su brazo derecho mientras caminaba. Más tarde, Jacobs la eligió para aparecer en la campaña publicitaria de esa colección.
McMenamy también ha modelado para otras marcas de moda, como Louis Vuitton, Fendi, Moschino, A.P.C., Balmain, Emilio Pucci, Vionnet, Jean Paul Gaultier, Kenzo y Giles Deacon. Ha aparecido en las portadas de las revistas i-D, Purple, LOVE, Russh y Zoo Magazine, y en las páginas de Vogue, Interview, L'Officiel, Teen Vogue, Numéro, V, Dazed, Tatler y The New York Times Style. Además, ha trabajado con algunos de los fotógrafos reconocidos en la industria de la moda como Juergen Teller, Peter Lindbergh, Jean-Baptiste Mondino, Ellen von Unwerth y Terry Richardson.
McMenamy apareció en la película de 2015 A Bigger Splash.